# Sarah Lagger
Pour les articles homonymes, voir Lagger.
Sarah Lagger (née le 3 septembre 1999 à Spittal an der Drau) est une athlète autrichienne, spécialiste des épreuves combinées.

## Carrière
En 2015, à seulement 15 ans, Sarah Lagger termine 3e de la première édition des Jeux européens de Bakou, dans l'épreuve du saut en longueur, avec 6,17 m. L'été suivant, elle décroche la médaille d'argent des championnats du monde cadets de Cali à l'heptathlon avec 5 992 points, nouveau record national.
L'année suivante, elle remporte le même métal à l'inauguration des championnats d'Europe cadets, à Tbilissi, avec 6 175 points. Elle est devancée par Alina Shukh, auteur du record mondial de la catégorie avec 6 186 points. Mais une semaine plus tard, elle remporte son premier titre international majeur en s'imposant aux championnats du monde juniors de Bydgoszcz avec 5 960 points, son record personnel.
Le 21 juillet 2017, elle porte son record national junior à 6 083 points pour remporter la médaille de bronze lors des championnats d'Europe juniors de Grosseto, derrière l'Ukrainienne Alina Shukh et la Suissesse Géraldine Ruckstuhl.
Le 13 juillet 2018, pour sa dernière compétition internationale junior, Sarah Lagger ne parvient pas à conserver son titre mondial : aux championnats du monde juniors de Tampere, malgré un record national à 6 225 points, elle ne remporte que la médaille d'argent derrière la Britannique Niamh Emerson (6 253 pts).

## Palmarès
| Date | Compétition                       | Lieu      | Résultat | Épreuve    | Points    |
| ---- | --------------------------------- | --------- | -------- | ---------- | --------- |
| 2015 | Jeux Européens                    | Baku      | 3e       | Longueur   | 6,17 m    |
| 2015 | Championnats du monde cadets      | Cali      | 2e       | Heptathlon | 5 992 pts |
| 2016 | Championnats d'Europe cadets      | Tbilissi  | 2e       | Heptathlon | 6 175 pts |
| 2016 | Championnats du monde juniors     | Bydgoszcz | 1re      | Heptathlon | 5 960 pts |
| 2017 | Championnats d'Europe juniors     | Grosseto  | 3e       | Heptathlon | 6 083 pts |
| 2018 | Championnats du monde juniors     | Tampere   | 2e       | Heptathlon | 6 225 pts |
| 2018 | Championnats d'Europe             | Berlin    | 13e      | Heptathlon | 6 058 pts |
| 2019 | Hypo-Meeting                      | Götzis    | 15e      | Heptathlon | 6 042 pts |
| 2019 | Championnats d'Europe espoirs     | Gävle     | 5e       | Heptathlon | 6 026 pts |
| 2019 | Championnats d'Europe par équipes | Varazdin  | 7e       | Poids      | 14,33 m   |
| 2022 | Championnats du monde en salle    | Belgrade  | 8e       | Pentathlon | 4 391 pts |
| 2023 | Championnats du monde             | Budapest  | 17e      | Heptathlon | 5 810 pts |

## Records
| Épreuve           | Performance     | Lieu       | Date            |
| ----------------- | --------------- | ---------- | --------------- |
| 100 mètres haies  | 13 s 98         | Linz       | 9 juillet 2017  |
| Saut en hauteur   | 1,79 m          | Wels       | 29 août 2015    |
| Lancer du poids   | 14,38 m         | Tampere    | 12 juillet 2018 |
| 200 mètres        | 24 s 53         | Cali       | 17 juillet 2015 |
| Saut en longueur  | 6,31 m          | Kapfenberg | 8 août 2015     |
| Lancer du javelot | 49,26 m         | Andorf     | 28 juillet 2018 |
| 800 mètres        | 2 min 11 s 53   | Tampere    | 13 juillet 2018 |
| Heptathlon        | 6 225 pts (NJR) | Tampere    | 13 juillet 2018 |

| Épreuve          | Performance   | Lieu   | Date            |
| ---------------- | ------------- | ------ | --------------- |
| 60 mètres haies  | 8 s 50        | Linz   | 10 février 2019 |
| Saut en hauteur  | 1,81 m        | Linz   | 12 février 2022 |
| Lancer du poids  | 14,98 m       | Linz   | 22 février 2020 |
| Saut en longueur | 6,18 m        | Vienne | 16 février 2019 |
| 800 mètres       | 2 min 11 s 99 | Linz   | 13 février 2022 |
| Pentathlon       | 4 468 pts     | Linz   | 13 février 2022 |